# Innan domen faller
Innan domen faller är en amerikansk film från 1947 i regi av Irving Pichel. Filmen handlar om Larry Ballentine som står åtalad för mord. Frågan är om juryn skall tro på hans bedyrade oskuld.

## Rollista
- Robert Young – Larry
- Susan Hayward – Verna
- Jane Greer – Janice
- Rita Johnson – Gretta
- Tom Powers – Trenton
- George Tyne – Carr
- Don Beddoe – Thomason
- Frank Ferguson – Cahill
- Harry Harvey – domare Fletcher